# Савойска династия
Савойската династия или Дом Савоя (на италиански: Casa Savoia) е една от най-старите династии в Европа, засвидетелствана от края на X век на територията на Кралство Бургундия. През XI век семейството получава феода на Савойското графство, което е издигнато до херцогство през XV век. От 1485 г. фамилията претендира за короните на кръстоносните държави Кипър, Йерусалим и Армения, въпреки че Катерина Корнаро царува в Кипър.
През XVI век семейството премества своите териториални и икономически интереси от алпийските региони към Италианския полуостров (което е видно в преместването на столицата на херцогството от Шамбери в Торино през 1563 г.). В началото на XVIII век, в края на Войната за испанското наследство, Савоя получават действителен кралски ранг, първо на Сицилианското кралство през 1713 г., разменено през 1720 г. със Сардинското кралство. Според якобитското унаследяване през 1807 г. крал Карл Емануил IV Савойски наследява последния принц Стюарт – кардинал Хенри Бенедикт Стюарт, както и правата на претенции към троновете на Англия, Шотландия и Ирландия, и Франция, но никой савойски суверен не използва титлите, докато те са в дома.
През XIX век, заедно с Карл Алберт и преди всичко с Виктор Емануил II, се поставя начело на италианското национално обединително движение, което води до провъзгласяването на Кралство Италия на 17 март 1861 г. От тази дата и до юни 1946 г., когато референдумът за институционалната форма на държавата определя премахването на монархията в полза на републиката, Савоя е кралското семейство на Италия. Извън Италианския полуостров херцог Амадей Савойски-Аоста е крал и на Испания от 1870 до 1873 г. с името Амадей I.
По време на тоталитарния режим на Бенито Мусолини династията официално получава с крал Виктор Емануил III короните на Етиопия (1936) и Албания (1939) в лична уния, докато през 1941 г., с херцог Аймон Савойски-Аоста, и короната на Хърватия. Тези последни титли обаче изчезват окончателно през 1945 г. с международния ред след края на Втората световна война.
През 1947 г. 13-тата преходна и последна разпоредба на Конституцията на Италианската република нарежда изгнанието на бившите крале и техните потомци от мъжки пол. През 2002 г., с оглед на отмяната на 13-тата разпоредба, Виктор Емануил Савойски и неговият син Емануил Филиберт се заклеват писмено във вярност към Републиканската конституция и към Президента на републиката. През 2003 г. мъжките потомци на крал Умберто II успяват да се върнат в Италия.

## История

### Произход
Малкото документи относно произхода на Савойския дом са обект на различни тълкувания. От времето на граф Амадей VIII Савойски (XV век) до XIX век винаги са измисляни критерии за оправдание от политически вид с одобрението на „съучастници“-генеалози:
- Първоначално е нужно да се оправдае херцогската титла, получена от Амадей VIII Савойски през 1416 г., така че е открит писател – средновековният летописец Жан Кабаре д'Орвил от XV век, според който Савойският дом произлиза от император Ото II Саксонски.
- През следващия век обаче политическите интереси на династията са свързани с позицията в империята и са открити други учени като Джовани Ботеро, Габриел Моно и най-вече французинът Самюел Гишенон, които, поддържайки саксонската традиция, проследяват произхода на семейството дори от Видукинд, твърд защитник на независимостта на саксите срещу Карл Велики.
- По-късно с политиката на Савоя, насочена към Италия, има интерес да се демонстрира италианският произход на дома. За това няколко учени като Джан Франческо Галеани Напионе през XVIII век, Луиджи Чибрарио през XIX век и др. насочват вниманието си към последния владетел на Кралство Италия през Ранното средновековие и макар и с решения, вариращи в детайлите, намират прародителя в Беренгар II от Ивреа. Той е свален от престола от Ото I Саксонски през 961 г., следователно е описан като жертва на това семейство, от което Савоя навремето вярват, че произлизат или искат да произлизат.

Между XIX и XX век историците и генеалозите създават нови теории:
- Едно местно, бургундско решение, дело на Доменико Карути през XIX век и базирано на съществуването на някои лица на име Амадей и Хумберт, остава хипотетично.
- Жорж дьо Мантейе прави Хумберт Белоръки племенник на Гуарниери, граф на Троа, чийто син Хюг получава част от Графство Виен и вероятно и на близкия pagus savogiensis. Така савойците произлизат по женска линия от император Лотар II Суплимбург
- Карло Бауди ди Весме и Фердинандо Габото търсят произхода на Савойския дом от Бозонидите, крале на Прованс, свързани с Каролингите
- Английският историк Чарлз Уилям Превите-Ортън теоретизира също, че бащата на Хумберт Белоръки е Амадей, жив около 976 г., граф на Беле или на Савоя, вероятно произлизащ от местно семейство от гало-римски произход.

Тези теории за произхода вече са отхвърлени от най-важните изследователи като Франческо Конясо и Мария-Жозе Белгийска като прости хипотези. Всъщност периодичното унищожаване на архивите от вражески армии или от пожари не позволява да се установи бащинството на Хумберт I „Белоръки“. Въпреки това чрез някои актове, най-вече на дарение, е възможно да се реконструира хипотеза за придобитото семейство на първия граф на Савоя.

### Графове на Савоя
Сигурна отправна точка за династията е граф Хумберт I Белоръки († 1048). Той, вече владетел на графствата Савоя (1003), Беле, Сион и Аоста, при разпадането на Кралство Бургундия през 1032 г. застава на страната на Конрад II и като награда получава Графство Мориен във Вал д''Изер, както и Шабле (ок. 1034 г.).
Той е наследен от синовете си Амадей I († ок.1051) и Ото I († 1060). Ото, след като се жени за Аделхайд от Суза, дъщеря и наследничка на Оделрик Манфред II, господар на Торино, Суза, Ивреа, Пинероло и Каральо, значително разширява своите владения в Пиемонт. От брака се раждат Берта (* 1051 † 1087) и Аделхайд († 1079), бъдещи съпруги съответно на Хайнрих IV и на Рудолф Швабски, и наследниците Петър I (* ок 1048 † 1078) и Амадей II († 1080), които упражняват по-скоро номинална власт, тъй като действителното управление на графството остава в непоколебимите ръце на Аделхайд до нейната смърт.
След това короната преминава по пряка мъжка линия към:
- Хумберт II Дебели († 1103), много от пиемонтските територии на когото са узурпирани от бунтовници и претенденти за наследството на Аделхайд
- Амадей III (* ок. 1094 † 1148), чиято сестра Аделхайд (* 1092 † 1154) се омъжва за краля на Франция Луи VI Дебели през 1115 г. и чиято дъщеря Матилда или Мафалда († 1158) се омъжва за Афонсу I Португалски около 1146 г.
- Хумберт III Блажени (* 1136 † 1189), яростно противопоставящ се на Фридрих Барбароса и поради това персона нон грата в империята
- Томас I (* 1178 † 1233), назначен за имперски викарий от Фридрих II Швабски през 1225 г. Започва да възстановява владенията на дома в Пиемонт и разширява владенията отвъд Алпите.

След смъртта на Томас I конфликтите, отдавна съществуващи между членовете на семейството, довеждат през 1233 г. до разделянето на владенията между Амадей IV (* ок. 1197 † 1253), който поддържа, в допълнение към прякото владение над активите от другата страна на Алпите, феодалното превъзходство и титлата „граф на Савоя“, и Томас II (* ок. 1999 или ок. 1202, † 7 февруари 1259), негов брат, който получаваот Амадей земите в Италия от Авиляна надолу и приема титлата „господар на Пиемонт“.
- Основателят на дома Хумберт I „Белоръки“
- Томас I
- Филип I
- Едуард „Либералният“
- Амадей VI
- Амадей VII
- Последният граф и първи херцог Амадей VIII

Амадей IV, чиято най-голяма дъщеря Беатрис (* пр. 1259) се омъжва за Манфред фон Хохенщауфен, тогавашен крал на Сицилия, през 1247 г., е наследен от Бонифаций (* 1244 † 1263) под регентството на майка му Чечилия дел Балцо (Сесил дьо Бо) до 1259 г. След смъртта си той е наследен (против волята на баща си, който желае за наследник Томас II, най-големият син на Томас I), първо от чичо си Петър II (* 1203 † 1268), известен като Малкият Карл Велики, а след това от Филип I (* 1207 † 1285), брат на Петър.
След него Амадей V Велики (* 1252/53 † 1323), втори син на Томас II, се възкачва на трона през 1285 г., но съпротивата на роднините, които му се противопоставят, е успокоена едва след арбитражно решение от 1285 г., което води до по-нататъшно разделяне на активите на дома. Въз основа на него на Амадей V и неговите мъжки потомци се признава Савойското графство и феодалното превъзходство над всяка линия на семейството. Държава Во е присвоена от брат му Лудвиг I (* 1250 † 1302), който по този начин дава началото на линията Савоя-Во. Линията изчезва през 1359 г., когато Катерина († 1373), дъщеря на Лудвиг II (* ок. 1269 † 1348), отстъпва владенията си срещу парична сума на Амадей VI, а част от Пиемонт (другите 2/3 остават номинално на Амадей V) е потвърдена на племенника на Томас II, Филип I (* 1274 † 1334). Филип I е родоначалник на линията Савоя-Ахая след брака му през 1301 г. с Изабела дьо Вилардуен, наследничка на Ахейското княжество.
Амадей V е наследен от двамата си синове: първо Едуард Либералният (* 1284 † 1329), а след това Аймон Миролюбивият (* 1291 † 1343), докато една от сестрите им, Анна, през 1326 г. се омъжва за Андроник III Палеолог, император на Византия.
След Аймон, чиято втора дъщеря Бианка се жени за Галеацо II Висконти през 1350 г., на власт през 1343 г. идва Амадей VI „Зеленият граф“ (* 1334 † 1383), съпруг на Бона дьо Бурбон и опитен политик, който през 1359 г. успява да възвърне към короната земите на Во. Той участва в Обсадата на Месемврия през 1366 г.

### Савойски херцози
Амадей VI е наследен по права линия от Амадей VII, известен като „Червения граф“ (* 1360 † 1391), чиято трагична смърт предизвиква ожесточени битки между майка му и съпругата му Бона дьо Бери. Амадей VIII „Миролюбивият“ (* 1383 † 1451), който е издигнат от император Сигизмунд в херцог на Савоя през 1416 г., след изчезването на линията Савоя-Ахая през 1418 г. окончателно присъединява Пиемонт към херцогство. Следва Лудвиг (* 1413 † 1465), наместник от името на баща си от 1434 г. и напразен претендент за наследството на Филипо Мария Висконти, като през 1428 г. се жени за сестра му Мария Висконти (* 1411 † 1469). След него на власт идват Амадей IX Блаженият (* 1435 † 1472), чиято сестра Шарлота (* 1445 † 1483), се омъжва за дофина на Франция през 1451 г. (бъдещият крал Луи XI), и Филиберт I „Ловецът“ (* 1465 † 1482) под регентството на майка си Йоланда Френска (сестра на Луи XI), който е непрекъснато заплашван от роднини, които на няколко пъти завземат земите му.
Филиберт е наследен от брат си Карл I „Войнствения“ (* 1468 † 1490), който през 1485 г. приема и титлата „крал на Кипър, крал на Йерусалим и на Армения“, отстъпени му в замяна на годишна пенсия от 4300 флорина от Шарлота дьо Лузинян, съпруга на брата на Амадей IX, Луи Савойски; тя все още се смята за кралица, въпреки че губи тези титли през 1464 г., когато е прокудена от своя полубрат Жак II Кипърски.
Карл I е наследен от Карл II (* 1489 † 1496), който умира още като дете и оставя херцогството на чичо си, графа на Брес Филип II Безземни (* 1443 † 1497). Филип е последван от синовете си Филиберт II „Хубави“ (* 1480 † 1504), който оставя управлението на държавата на своя полубрат Райнер, известен като Големи Извънбрачни Савойски, и Карл II Савойски „Добрият“ (* 1486 † 1553), който губи почти всичките си притежания по време на войните между Франция и Испания.
Един от братята на Карл II – Филип Савойски-Немур (* 1490 † 1533) получава от краля на Франция Франсоа I Херцогство Немур през 1528 г. и поставя началото на линията Савоя-Немур. Линията става известна с Жак и с Анри I, и изчезва през 1659 г. с Анри II (* 1625 † 1659).
Карл II е наследен от сина си Емануил Филиберт Савойски „Желязната глава“ (* 1528 † 1580), съпруг на Маргарита дьо Валоа и възстановител на Савойската държава. След смъртта му синът му Карл Емануил I (* 1562 † 1630) е начело на херцогство от 1580 г.: негови синове са Емануил Филип (* 1586 † 1605), който умира преждевременно, Виктор Амадей I (* 1587 † 1637), негов наследник от 1630 г., Филиберт (* 1588 † 1624), доблестен генерал на служба в Испания, който през 1614 г. осуетява опита за десант на турците в Сицилия, Маврикий, кардинал, и Томас Франциск, основател на линиите Савоя-Каринян и Савоя-Соасон.

След смъртта на Виктор Амадей I, който оставя държавата практически васална на френския крал Луи XIII, вдовицата му Мария Кристина Бурбон-Френска, наречена „Кралска мадам“, поема регентството и трябва да се бори ожесточено с Маврикий и Томас Франциск, за да запази короната за синовете си Франц Хиацинт (* 1632 † 1638) и Карл Емануил II (* 1634 † 1675).
- Последният граф и първи херцог на Савоя Амадей VIII
- Карл II, който губи почти всички територии на херцогството
- Емануил Филиберт I Желязната глава, който възстановява властта на династията
- Карл Емануил I
- Виктор Амадей I
- Карл Емануил II
- Първият не само титулярен крал от Савойската династия, Виктор Амадей II

### Крале на Сицилия
Савоя копнеят за кралската титла. Въпреки че от края на XV век те претендират за короната на Кипър, Йерусалим и Армения, след като формално са наследили тези владения от Дом Лузинян, реалната възможност да се трансформира херцогството в кралство идва едва с Виктор Амадей II (* 1666 † 1732), син и наследник на Карл Емануил II, който чрез участие във Войната за испанското наследство укрепва своите владения. Така през 1713 г. Филип V Испански (Филип IV Сицилиански) отстъпва Сицилианското кралство на херцога на Савоя Виктор Амадей II. На 27 юли Виктор Амадей II, който се кани да замине за Сицилия, назначава сина си Карл Емануил, принц на Пиемонт, за наместник на континенталните държави, но той е само на 16 години и затова е подпомогнат от Регентски съвет. На 23 октомври новият крал пристига в Палермо, а на 24 декември, след пищна церемония в Катедралата на Палермо, Виктор Амадей II и съпругата му Анна Мария Бурбон-Орлеанска получават короната на крале на Сицилия. Те остават в Сицилия до 7 септември 1714 г. и след това се връщат в Торино. Междувременно от Виена идва предложението да се присъедини към вече подписания Четворен съюз в замяна на титлата „Крал на Сардиния“. С Хагския договор от 1720 г. той разменя Сицилия със Сардиния.

### Крале на Сардиния
През 1720 г. Савоя най-накрая успяват да завладеят острова и Виктор Амадей II е коронясан за крал на Сардиния. Столицата обаче остава в Торино, а центърът на тежестта на държавата е в Пиемонт.
През 1730 г., след абдикацията на Виктор Амадей II, на престола се възкачва Карл Емануил III (* 1701 † 1773), който разширява границите на държавата до Тичино. Неговите сестри Мария Аделаида (* 1685 † 1712) и Мария Луиза Габриела (* 1688 † 1714) се омъжват съответно през 1697 г. за Луи дьо Бургон-Френски и през 1701 г. за Филип V, крал на Испания.
От 1773 г. на престола е крал Виктор Амадей III (* 1726 † 1796), който е победен от Наполеон и трябва да се подчини на унизителното примирие от Кераско. След това на трона се възкачват един след друг неговите синове Карл Емануил IV (* 1751 † 1819), лишен от всички владения с изключение на Сардиния, Виктор Емануил I (* 1759 † 1824), принуден да абдикира от либералните революционни въстания през 1821 г., и Карл Феликс (* 1756 † 1831), управляващ от 1821 г. като последен владетел от пряката линия.
Принцесите от този период, от друга страна, се отличават със знаменити бракове. Сред дъщерите на Виктор Амадей III Мария Жозефина Луиза (* 1753 † 1810) се омъжва за графа на Прованс през 1771 г., бъдещ крал на Франция с името Луи XVIII, а Мария Тереза (* 1756 † 1805) се омъжва през 1773 г. за графа на Артоа, бъдещ Шарл X. Дъщерите на Виктор Емануил I, Мария Беатрис Витория (* 1792 † 1840), Мария Анна (* 1803 † 1884) и Мария Кристина (* 1812 † 1836) се омъжват съответно за Франц IV, херцог на Модена през 1821 г., Фердинанд I, император на Австрия през 1831 г. и Фердинанд II де Бурбон, крал на Двете Сицилии през 1832 г. Най-малкото му дете, Мария Тереза, се омъжва за Карл II, херцог на Лука и след това на Парма.

След смъртта на Карл Феликс, който не оставя потомство, наследяването на трона преминава към най-близката странична линия, тоест към тази на Савоя-Каринян, представена от Карл Алберт (* 1798 † 1849). Той абдикира след Първата война за италианска независимост срещу Австрия, докато сестра му Мария Елизабета (* 1800 † 1856) се омъжва за ерцхерцог Райнер-Йозеф Хабсбург-Лотарингски, вицекрал на Кралство Ломбардия-Венето през 1820 г.
- Виктор Амадей II, крал първо на Сицилия и по-късно на Сардиния
- Карл Емануил III
- Виктор Амадей III
- Карл Емануил IV
- Виктор Емануил I
- Карл Феликс, последният представител на главниата линия на Савоя
- Карл Алберт, баща на последния крал на Сардиния Виктор Емануил II

### Обединение и крале на Италия
Карл Алберт Савойски, представител на линията Савоя-Каринян (произхождащ от гореспоменатия Томас Франциск, син на Карл Емануил I и брат на Виктор Амадей I), е наследен от:
- Виктор Емануил II (* 1820 † 1878), съпруг на принцеса Мария-Аделхайд Хабсбург-Лотарингска, единствен крал на Сардиния до 1861 г. и от тази година първи крал на обединена Италия. От брака им се ражда:[N 4]
- Умберто I (* 1844 † 1900). Сестра му Мария Клотилда, графиня на Монкалиери, се омъжва през 1859 г. за Наполеон Жозеф Шарл Бонапарт; брат му Амадей Фердинанд Мария (* 1845 † 1890) се жени за Мария Виктория дал Поцо дела Чистерна през 1867 г. и дава началото на линията Савоя-Аоста, като също е крал на Испания (1870 – 1873); другата му сестра Мария Пия се омъжва за краля на Португалия Луиш I. Съпруг е на принцеса Маргарита Савойска-Генуезка, от която има:
- Виктор Емануил III (* 1869 † 1947), крал на Италия (1900 – 1946), император на Етиопия (1936 – 1945) и крал на Албания (1939 – 1945), съпруг на принцеса Елена Черногорска, от която има:
  - Йоланда Маргарита (* 1901 † 1988), съпруга на граф Джорджо Карло Калви ди Берголо
  - Мафалда Мария Елизабета (* 1902 † 1944), съпруга на принц Филип фон Хесен-Касел
  - Умберто II (* 1904 † 1983), наместник на кралството от 5 юни 1944 до 9 май 1946 г., последен крал на Италия от 9 май до 18 юни 1946 г., съпруг на Мария-Жозе Белгийска (* 1906 † 2001)
  - Йоанна (* 1907 † 2000), съпруга на българския цар Борис III
  - Мария Франциска (* 1914 † 2001), съпруга на принц Луи-Шарл Бурбон-Пармски.

- Виктор Емануил II, „Бащата на Отечеството“ и първият крал на Италия, „Джентълменът“
- Умберто I „Добрият“
- Маргарита Савойска, първа кралица-консорт на Италия и съпруга на Умберто I
- Виктор Емануил III, „Кралят войник“
- Елена Черногорска
- Умберто II, последният владетел от Савойския дом
- Мария-Жозе Белгийска, последната кралица-консорт на Италия, известна със своя антифашизъм

### След раждането на Италианската република
От брака на Умберто II и Мария-Жозе Белгийска се раждат:
- Мария Пия (* 1934), съпруга на принц Александър Караджорджевич и майка на Димитри и Микеле (* 1958) и на Елена и Серджо (* 1963); има втори брак с принц Мишел Бурбон-Пармски
- Виктор Емануил (* 1937), съпруг на Марина Риколфи-Дория и баща на Емануил Филиберт (* 1972)
- Мария Габриела (* 1940), съпруга на предприемача Робер Зелингер дьо Балканѝ и майка на Мария Елизабета Зелингер дьо Балканѝ
- Мария Беатрис (* 1943), съпруга на аржентинския дипломат и професор по право Луис Рейна и майка на Рафаел (* 1971 † 1994) и Азаеа (* 1973).

- Мария Пия
- Виктор Емануил, през 21 век в центъра на династичен спор с Амадей Савойски-Аоста
- Мария Габриела
- Мария Беатрис

## Кадетски линии

### Савоя-Аоста
От Амадей Фердинанд Мария (* 1845 † 1890), херцог на Аоста и крал на Испания от 1870 до 1873 г., син на Виктор Емануил II, води началото си линията Савоя-Аоста.
От него се раждат Емануил Филиберт (* 1869 † 1931), Виктор Емануил, граф на Торино (* 1870 † 1946), генерален командир на кавалерията през Първата световна война, Лудвиг Амадей, херцог на Абруци, и Хумберт, граф на Салеми (* 1889 † 1918).
През 1895 г. Емануил Филиберт се омъжва за Елена Орлеанска, от която има Амадей, херцог на Аоста и вицекрал на Етиопия от 1937 г., и Аймон (* 1900 † 1948), първо херцог на Сполето, а след това, през 1942 г., на Аоста, номинален крал на Хърватия от 1941 до 1943 г. като Томислав II, съпруг на гръцката принцеса Ирини. Неговият син Амадей (* 1943 † 2021) се жени в първия си брак за принцеса Клавдия Орлеанска и във втория си брак за Силвия Патерно от маркизите на Реджовани. Амадей има син Аймон (* 1967), женен за гръцката принцеса Олга, от която има Хумберт (* 7 март 2009), Амадей (* 24 май 2011) и Изабела (* 14 декември 2012).
- Амадей, 1-ви херцог на Аоста и крал на Испания
- Емануил Филиберт, 2-ри херцог на Аоста, Непобедимият херцог
- Амадей, III херцог на Аоста и герой на Амба Аладжи
- Аймон, 4-ти херцог на Аоста, крал на Хърватия по време на Втората световна война
- Аймон, VI херцог на Аоста, както и херцог на Савоя, тъй като той в момента е в центъра на династиченспор

### Савоя-Генуа
Линията Савоя-Генуа води началото си от Фердинанд Савойски, второроден син на Карл Алберт. Фердинанд е баща на Маргарита (* 1851, † 1926), първата кралица на Италия, и на Томас Савойски-Генуезки, втори херцог на Генуа (* 1854, † 1931). Линията е продължена през 1851 г. от многобройните деца на Томас: Фердинанд, трети херцог на Генуа (* 1884 † 1963), Филиберт, четвърти херцог на Генуа (* 1895 † 1990), Мария Бона (* 1896 † 1971), Адалберт, херцог на Бергамо (* 1898 † 1982), Мария Аделхайд (* 1904 † 1979), Евгений, пети херцог на Генуа (* 1906 † 1996). След смъртта на Евгений без деца от мъжки пол, тъй като салическият закон е в сила в Дом Савоя, херцогската линия Савоя-Генуа изчезва. Мария Изабела, единствената дъщеря на петия херцог, е последната потомка и има статута и титлата на принцеса и фамилното име Савойска-Генуезка.
- Фердинанд, 1-ви херцог на Генуа, брат на Виктор Емануил II
- Томас, 2-ри херцог на Генуа
- Фердинанд, 3-ти херцог на Генуа
- Филиберт, херцог на Пистоя и след това 4-ти херцог на Генуа
- Евгений, херцог на Анкона и по-късно 5-и херцог на Генуа
- Мария Изабела, единствената дъщеря на последния херцог на Генуа

### Савоя-Ахая
Савоя-Ахая възниква с Филип I Савойски-Ахая (* 1274 или 1278, † 1334), син на Томас III Савойски, господар (сеньор) на Пиемонт, и на Гуя (Гая) Бургундска. Той приема титлата „Княз на Ахая“, след като през 1301 г. се жени за Изабела дьо Вилардуен, дъщеря на Гийом II дьо Вилардуен, княз на Ахая, и на втората му съпруга Анна Ангела Комнина. Клонът изчезва през 1418 г. със смъртта на Лудвиг Савойски-Ахая (* 1364, † 1418), който няма законни наследници. Столица на феодалното владение е Пинероло.

### Савоя-Во
Савоя-Во управлява голяма част от настоящите швейцарски кантони Во и Фрибург с титлата „барон“ през XIII и XIV век, оформяйки до голяма степен автономна държава – Баронство Во, впоследствие включено в останалите савойски владения. Води началото си от Лудвиг I Савойски-Во (* сл. 1253; † 1302 или 1303), първи барон на Во (1285 – 1302). Изчезва през 1359 г. с края на управлението на Катерина Савойска-Во (* 1324, † 1388).

### Савоя-Немур
Савоя-Немур произхожда от Филип Савойски-Немур (* 1490, † 1553), син на херцог Филип II Савойски и втората му съпруга Клодин дьо Брос. Филип е по-малък брат на Луиза Савойска, кралица-майка на френския крал Франсоа I. Номиниран е за граф на Женева и след това за херцог на Немур. Линията изчезва през 1659 г. по мъжка линия и през 1724 г. – по женска.

### Савоя-Вилафранка-Соасон
Линията Савоя-Соасон започва с Евгений Маврикий (* 1634 † 1673), брат на Емануил Филиберт Савойски-Каринян. Тя става известна с Евгений Савойски, „Великият капитан“, известен генерал в служба на империята. Изчезва с Евгений Йоан Франциск (* 1714 † 1734), син на Емануил Томас (* 1687 † 1729), племенник ex patre на бащата на гореспоменатия Евгений Мавриций.
От Евгений Иларион (* 1753 † 1785), граф на Вилафранка, втори син на гореспоменатия Лудвиг Виктор Савойски-Каринян, произхожда и друга морганатична линия – тази на Савоя-Вилафранка, към която принадлежи синът му Йосиф Мария (* 1783 † 1825). Йосиф има само един син, Евгений Емануил (* 1816 † 1888), който е генерален командир на флота на Сардиния и генерал-лейтенант на Кралство Сардиния по време на трите войни за независимост. Заедно с двете си сестри, с кралска патентна грамота, подписана от Карл Алберт Савойски на 28 април 1834 г., той е удостоен с титлата „Принц на Савоя-Каринян“ и отново е допуснат до линията на наследяване.
Принц Евгений през 1843 г. създава силна сантиментална връзка с Мария Каролина Хабсбург-Лотарингска, по-голямата сестра на Мария Аделхайд Хабсбург-Лотарингска. През септември същата година крал Карл Алберт, одобрявайки избора, официално иска ръката на девойката от императора на Австрия. Здравословното състояние на принцеса Мария Каролина обаче внезапно се влошава, което води до преждевременната ѝ смърт през януари 1844 г. Загубата на бъдещата му булка хвърля принц Евгений в отчаяние и оттогава той отказва да сключи брак по държавни причини с която и да е друга принцеса, като в крайна сметка се жени за буржоата Фелисита Канестро. Кралските патентни грамоти от 14 септември 1888 г., предоставени от Умберто I, утвърждават като морганатичен брака на принц Евгений Емануил Савойски-Вилафранка с Фелисита Крозио Канестро и признават титлата „граф“ на семейство Савоя-Вилафранка, предавана по пряка мъжка линия.
Фамилията все още съществува и през XXI век и в допълнение към гореспоменатите принцове, представлява единствената законна съществуваща патрилинейна линияна Дом Савоя, въпреки че той е морганатичен. Настоящият носител на титлата „Граф на Вилафранка-Соасон“ е Едуард Емануил Филиберт.
- Евгений Мавриций, 1-ви граф на Соасон
- Евгений, фелдмаршал на Свещената Римска империя
- Евгений Иларион, 1-ви граф на Вилафранка, родоначалник на едноименната линия
- Евгений, 3-ти граф на Вилафранка, от когото произлича морганатичнта линия на дома

### Савоя-Каринян
Савоя-Каринян започнва с Томас Франциск Савойски (* 1596, † 1656), пети по рождение син на Карл Емануил I Савойски, който през 1620 г. му дава титлата „принц на Кариняно“. След смъртта на краля на Сардиния Карл Феликс Савойски без наследници директната линия на Савоя изчезва и трябва да се върнат към линията Савоя-Каринян, за да се определи наследникът на трона на Кралство Сардиния, който е даден през XIX век на Карл Алберт Савойски (* 1798, † 1849). Следователно всички крале на Италия произлизат от линията Савоя-Каринян.

### Савоя-Брес
Савоя-Брес е клон, чрез който е продължена династията на Савойските херцози, започвайки от 1496 г. с Филип II, граф на Брес(* 1438 или 1443, † 1497).
Предишният клон (наречен херцогски) изчезва с Карл II Йоан Амадей, 6-и херцог на Савоя, чийто баща Карл I, 5-и херцог на Савоя, е племенник, по съребрена линия, на Филип II. След като Карл II умира през 1496 г. на 8-годишна възраст, по време на регентството в негово име на майка му Бианка Монфератска, и никой от братята на баща му не е жив, се връщат при починалия му дядо му Амадей IX, 3-ти херцог на Савоя, като така се стига до брата на дядо му – Филип II, граф на Брес.
Този клон изчезва през 1831 г. със смъртта на Карл Феликс Савойски (* 1765, † 1831), крал на Сардиния, и потомците преминат към клона Савоя-Каринян с Карл Алберт Савойски-Каринян (* 1798, † 1849), шести принц на Каринян и след това крал на Сардиния.

### Савоя-Ракониджи
Лудвиг I Савойски-Ракониджи (* 1413, † 1465), извънбрачен син на господаря на Пиемонт Лудвиг Савойски-Ахая, поставя началото на линията Савоя-Ракониджи. Тя изчезва през 1605 г. със смъртта без наследници на последния му представител Бернардин II (* ок. 1540, † 1605). През 1581 г. с акт на херцог Карл Емануил I Савойски членовете на линията, господари на едноименния феод Ракониджи, получават второ място по ред на унаследяване на Савойската корона след линията на братовчедите им Савоя-Немур.

### Морганатични и извънбрачни линии
И накрая трябва да се споменат някои от многобройните извънбрачни линии на семейството. От Анселм (Лантелм), известен като „Извънбрачни Ахейски“ († сл. 1369), извънбрачен син на Филип I Савойски-Ахая, започва линията на господарите на Коленьо и Алтесано Инфериоре, която изчезва през 1598 г.
От Райнер (Ренато) Савойски-Вилар, известен като „Големи Извънбрачни Савойски“ (* ок 1470 † 1525), извънбрачен син на Филип II Безземни (* 1443 † 1497), произлиза линията на графовете на Вилар, от която произлиза и тази на графовете на Танд, прочут с Клавдий (* 1507 † 1566), капитан в служба на французите, отличил се в битката при Павия през 1525 г., в защитата на Прованс през 1536 г. и при обсадата на Ница през 1543 г.
След морганатичния брак с Роза Верчелана Виктор Емануил II Савойски (* 1820 † 1878) ѝ дава титлата „Графиня на Мирафиори и Фонтанафреда“, предадена на техния син Емануил Алберт Гуериери ди Мирафиори, след това на децата му Виктор Емануил (* 1873 † 1896) и Гастон (* 1878 † 1943). Родът Мирафиори изчезва с единствената дъщеря на Гастон, Виктория Маргарита (* 1901 † 1970).

## Савоя и Италианската република
Отношенията между Италианската държава и бившите суверени на Италия са определени в 13-тата преходна и окончателна разпоредба на Конституцията на Италианската република, одобрена от Учредителното събрание на 5 декември 1947 г. с 214 гласа „за“ и 145 „против“ от 359 избиратели. Тази разпоредба гласи:
| „                                     | 1. Членовете и потомците на Савойския дом не са избиратели и не могат да заемат публични длъжности или изборни длъжности. 2. На бившите крале от Савойската династия, техните съпруги и техните потомци от мъжки пол е забранено да влизат и да остават на националната територия. 3. Активите, съществуващи на националната територия, на бившите крале от Савойския дом, техните съпрузи и техните потомци от мъжки пол, са дадени на държавата. Прехвърлянията и учредяването на вещни права върху самите активи, извършени след 2 юни 1946 г., са анулирани. | “ |
| Конституция на Италианската република | |   |

През 1987 г. Държавният съвет приема молбата на Мария-Жозе Белгийска да се завърне в Италия, считайки я вече не за „консорт“, а за „вдовица“ на бивш крал, докато през 2002 г. Камарата на депутатите и Сенатът на Републиката одобряват Конституционен закон от 23 октомври 2002 г., бр. 1, с което се изчерпват правните последици на първите две алинеи от посочената преходна и заключителна разпоредба 13. През ноември 2007 г. адвокатите на Савойската династия изпращат на Президента на републиката Джорджо Наполитано и на Министър-председателя Романо Проди искане за обезщетение за изгнанието от около 260 милиона евро. Емануил Филиберт заявява, че всички пари ще бъдат използвани за създаване на фондация, насочена към подпомагане на нуждаещите се. Херцог Амадей Савойски-Аоста, който не е засегнат от изгнание, се обявява против инициативата, като се разграничава от нея. Впоследствие дори най-старата линия признава неуместността на инициативата. От друга страна тя се основава на Европейската конвенция за правата на човека, която забранява, наред с другото, наказанието „изгнание“ и която представлява правното основание за подобни искания, счетени за законни; обаче в случая с Италия относителното правило не би било приложимо, тъй като Италианската република се присъединява към Конвенцията с изричната уговорка, че забраната за изгнание в конкретния случай на семейство Савоя не е приложима.

## Линия на унаследяване

### Савойски графове
Основна линия
Графска линия
- 1003 – 1047 или 1048: Хумберт I Белоръки
- 1048 – 1051 или 1056: Амадей I
- 1051 или 1056 – 1060: Ото
- 1060 – 1078: Петър I
- 1078 – 1080: Амадей II
- 1080 – 1103: Хумберт II
- 1103 – 1148: Амадей III
- 1148 – 1189: Хумберт III
- 1189 – 1233: Томас I
- 1233 – 1253: Амадей IV
- 1253 – 1263: Бонифаций
- 1253 – 1259: Томас II
- 1263 – 1268: Петър II
- 1268 – 1285: Филип I

Херцогска линия
- 1285 – 1323: Амадей V
- 1323 – 1329: Едуард
- 1329 – 1343: Аймон
- 1343 – 1383: Амадей VI
- 1383 – 1391: Амадей VII
- 1391 – 1416: Амадей VIII

### Савойски херцози
Херцогска линия
- 1416 – 1440: Амадей VIII
- 1440 – 1465: Лудвиг
- 1465 – 1472: Амадей IX
- 1472 – 1482: Филиберт I
- 1482 – 1490: Карл I
- 1490 – 1496: Карл II

Линия Брес
- 1496 – 1497: Филип II
- 1497 – 1504: Филиберт II
- 1504 – 1553: Карл III
- 1553 – 1580: Емануил Филиберт
- 1580 – 1630: Карл Емануил I (със сина му Томас Франциск Савойски, принц на Каринян, е родоначалник на кадетската линия Савоя-Каринян)
- 1630 – 1637: Виктор Амадей I
- 1637 – 1638: Франц Хиацинт
- 1638 – 1675: Карл Емануил II
- 1675 – 1713: Виктор Амадей II

### Крале на Сицилия
- 1713 – 1720: Виктор Амадей II

### Крале на Сардиния
- 1720 – 1730: Виктор Амадей II
- 1730 – 1773: Карл Емануил III
- 1773 – 1796: Виктор Амадей III
- 1796 – 1802: Карл Емануил IV
- 1802 – 1821: Виктор Емануил I
- 1821 – 1831: Карл Феликс. Изчезване на основната линия; изчезване на кадетската линия Савоя-Брес.

Линия Савоя-Каринян
- 1831 – 1849: Карл Алберт
- 1849 – 1861: Виктор Емануил II

### Крале на Италия
- 1861 – 1878: Виктор Емануил II
- 1878 – 1900: Умберто I
- 1900 – 1946: Виктор Емануил III
- 1946: Умберто II. Наместник на Кралство Италия от 5 юни 1944 г. до 9 май 1946 г. и крал на Италия от 9 май до 18 юни 1946 г., датата на институционалния референдум. Датата на края на царуването, въпреки силното символично значение, е произволна: републиката е обявена едва на 18 юни и до 13 юни Умберто II действа, де юре и де факто, като държавен глава. Напускайки Италия същия ден, въпреки че е освободен клетвата за вярност, която е дал, той не абдикира.

### Глави наКралския дом(Real Casa)
- 1946 – 1983: Умберто II
- 1983: Виктор Емануил Савойски (от 2006 г. в династичен спор с Амадей Савойски-Аоста и след смъртта му през 2021 г. – със сина му Аймон).

## Титли
Титлите на Дом Савоя, натрупани през вековете и носени от последния глава на управляващата дом, Умберто II, са следните: Негово Величество (име), по Божията милост и по волята на нацията,
- крал на Италия,
- крал на Сардиния,
- крал на Йерусалим, на Кипър и на Армения,
- Херцог на Савоя, на Аоста, на Генуа, на Монферат, на Пиаченца, на Шабле, на Женева и на Каринян Ивой,
- Принц и вечен викарий на Свещената Римска империя,
- Принц на Кариняно, на Ахая, на Пиемонт, на Онеля,[N 7] на Пойрино, на Трино, на Карманьола, на Монмелиан, на Арбан, на Франсан, на Масерано, на Крешентино, на Дронеро, на Киери, на Рива пресо Киери, на Бана, на Бене, на Бра и на Буска,
- Принц бали на Херцогство Аоста,
- Маркиз на Суза, на Ивреа, на Салуцо, на Чева, на Маро, на Чезена, на Савона, на Тарантез, на Боргоманеро, на Куреджо, на Ористано, на Казеле, на Риволи, на Пианеца, на Говоне, на Салусола, на Ракониджи с Теджероне, на Милябруна, на Мотуроне, на Кавалермаджоре, на Марене, на Модан, на Ланслебур, на Ливорно Ферарис, на Сантия, на Aлие, на Чентало, на Демонте, на Дезана, на Геме, на Вигоне и на Вилафранка,
- Маркиз в Италия, Маркиз на Рокавайоне, Певераньо и Бовес,
- Граф на Торино, граф на Асти, на Мориен, на Бардже, на Вилафранка, на Ница, на Танд, на Женева, на Байро, на Ореньо, на Алесандрия, на Новара, на Ромон, на Тортона, на Бобио, на Соасон, на Сант'Антиоко, на Поленцо, на Рокабруна, на Тричеро, на Байро, на Одзеня,
- Граф на Гочеано[N 8] и на Апертоле, граф на Сар,
- Граф на Френската империя, граф на Виджевано, граф на Ноайон, Беле и Салморан, граф на Ойрадо, на Бредуло и Албенга, граф на Монкалиери, граф на Валанс и Ди, граф на Ричмънд,
- Виконт и господар на Шамбери,
- Барон на Фосини и на Во, барон на Варизела,
- Върховен господар на Монако, на Рокабруна и на 11/12 от Мантон,
- Господар на Верчели, на Пинероло, на Ломелина и на Валсезия,
- Господар на Арвилар и Мюлет, господар на Коленьо, господар на Бернецо, господар на Алецано, господар на Дженола, господар на Панкалиери, господар на Ковор, господар на Бюже, господар на Корнийон, господар на Колини, господар на Модон, господар на Виланова ди Шийон, господар на Бар, господар на Кре, господар на Шамасон, господар на Корсел, господар на Боон, господар на Балме, господар на Клюз, господар на Монтани, господар на Grospurg, господар на Бреса и Буже, господар на Сесел, господар на Егъл, господар на Обон и Венжел, господар на Арло, господар на Груйер, господар на Виве и Пор Вале, господар на Корбиер, господар на Понто ин Ого, господар на Торе дел Пино, господар на Талавие, господар на Кле, господар на Балейзон, гсподар на Ланзен, господар на Белмон, господар на Аркансиел, господар на Илан, господар на Шарос, господар на Дорш, господар на Кроне, господар на Пелезиьо,
- Благородник и патриций на Венеция,
- Патриций на Ферара,
- Командир на Real Commenda Gerosolimitana от Суверенния Малтийски орден на Модика и Рандацо

и т.н. и т.н. и т.н.
Други титли:
- Крал на Сицилия
- Крал на Албания
- Крал на Хърватия
- Крал на Испания
- Император на Етиопия
- Титулярен крал на Кипър, Йерусалим и Армения
- Принц и вечен викарий на Свещената Римска империя
- Титулярен крал на Англия, Шотландия и Ирландия (якобитско унаследяване)
- Титулярен крал на Франция (якобитско унаследяване)

## Обръщения по ранг, качества, титли, предикати
Обръщенията по ранг, качества, титли, предикати на Савойския дом са описани в Кралския указ от 1 януари 1890 г. „Титли и гербове на кралското семейство“.
| n. | Лице                                            | Обръщение               | Качество                                 | Титла            | Предикат                           |
| -- | ----------------------------------------------- | ----------------------- | ---------------------------------------- | ---------------- | ---------------------------------- |
| 1  | Суверен                                         | Ваше Величество         | крал                                     | крал             | на Италия                          |
| 2  | Съпруга на суверена                             | Ваше Величество         | кралица                                  | кралица          | на Италия                          |
| 3  | Първороден син на владетеля                     | Ваше кралско височество | кралски кронпринц                        | принц            | на Пиемонт на Неапол               |
| 4  | Съпруга на първородния син на суверена          | Ваше кралско височество | кралска принцеса                         | принцеса         | на Пиемонт на Неапол               |
| 5  | Други синове на суверена                        | Ваше кралско височество | кралски принц                            | принц            | (наследствена мъжка примогенитура) |
| 6  | Дъщери на суверена                              | Ваше кралско височество | кралска принцеса                         | принцеса         | на Савоя                           |
| 7  | Деца на първороден син на суверена              | Ваше кралско височество | кралски принц                            | принц            | на Пиемонт на Неапол               |
| 8  | Дъщери на най-големия син на суверена           | Ваше кралско височество | кралска принцеса                         | принцеса         | на Савоя                           |
| 9  | Внуци на суверена, синове на брата принц        | Ваша светлост           | Кралски принц / Кралска принцеса по кръв | Принц / принцеса | на Савоя                           |
| 10 | Деца и потомци на внуците на суверена           | Ваша светлост           | Кралски принц / Кралска принцеса по кръв | Принц / принцеса | на Савоя                           |
| 11 | Деца и потомци на внуците на престолонаследника | Ваша светлост           | Кралски принц / Кралска принцеса по кръв | Принц / принцеса | на Савоя                           |

## Владетели на други нации
- 1459 – 1460: Лудвиг Савойски, крал на Кипър
- 1871 – 1873: Амадей I, крал на Испания (син на Виктор Емануил II, родоначалник на кадетската линия Савоя-Аоста)
- 1941 – 1943: Томислав II, крал на Хърватия (внук на Амадей I на Испания)

- Луи Савойски, крал на Кипър
- Амадей I, крал на Испания
- Томислав II, крал на Хърватия

## Държави и области на управление
Това е списъкът на държавите или регионите, в които различните линии на семейството са управлявали с различни титли:
- Савойско графство
- Графство Мориен
- Графство Женева
- Графство Ница
- Mаркграфство Торино
- Графство Аоста
- Херцогство Аоста
- Херцогство Шабле
- Ахейско княжество
- Савойско херцогство
- Кипърско кралство
- Йерусалимско кралство
- Арменско кралство
- Сицилианско кралство
- Сардинско кралство
- Кралство Испания[N 10]
- Кралство Италия
- Еритрея
- Сомалия
- Триполитания
- Киренайка
- Либия
- Етиопия
- Италианска Източна Африка
- Додеканези
- Тиендзин
- Кралство Албания[N 11]
- Независима хърватска държава[N 12]
- Кралство Черна гора

## Владетелки и регентки на Савойския дом
През вековете дъщерите на различните графове, херцози и крале от Савойския дом играят много и важни роли като съпруги на различните европейски суверени, като по този начин се сродяват с най-важните семейства в Европа.
По-долу е даден списъкът на жените, принадлежащи по кръв (а не по брак) към Дом Савоя и които заемат най-важните роли, а именно тези на императрици и кралици. Включва обаче и онези, които заемат властови и управленчески роли, като например регентство на държавата за техния син, както и онези, които имат второстепенни титли като херцогини, дофини и кронпринцеси. Следователно всички онези жени, които принадлежат към Савойския дом след брака си с мъж, принадлежащ по кръвна линия към семейството, са изключени от този списък. И също така за удобство са изключени и всички жени, които имат второстепенни роли като господарки, графини, маркизи и т.н.

### Императрици
| Суверен                | Изображение            | Герб                   | Раждане                | Управление             | Управление             | Смърт                  | Съпруга на                                 | Бел.                   |
| Суверен                | Изображение            | Герб                   | Раждане                | От                     | До                     | Смърт                  | Съпруга на                                 | Бел.                   |
| Свещена Римска империя | Свещена Римска империя | Свещена Римска империя | Свещена Римска империя | Свещена Римска империя | Свещена Римска империя | Свещена Римска империя | Свещена Римска империя                     | Свещена Римска империя |
| ---------------------- | ---------------------- | ---------------------- | ---------------------- | ---------------------- | ---------------------- | ---------------------- | ------------------------------------------ | ---------------------- |
| Берта Савойска         |                        |                        | 21 септември 1051 г.   | 31 март 1084 г.        | 27 декември 1087 г.    | 27 декември 1087 г.    | Император Хайнрих IV Франконски            |                        |
| Източна Римска империя |                        |                        |                        |                        |                        |                        |                                            |                        |
| Анна Савойска          |                        |                        | 1306                   | 1326                   | 1341                   | 1365                   | Император Андроник III Палеолог            |                        |
| Австрийска империя     |                        |                        |                        |                        |                        |                        |                                            |                        |
| Мария Анна Савойска    |                        |                        | 19 септември 1803 г.   | 2 март 1835 г.         | 2 декември 1848 г.     | 4 май 1884 г.          | Император Фердинанд I Хабсбург-Лотарингски |                        |

### Кралици
| Суверен                                                                                    | Изображение                   | Герб или монограм             | Раждане                       | Управление                                    | Управление                                  | Смърт                         | Съпруга на | Бел.                          |  |
| Суверен                                                                                    | Изображение                   | Герб или монограм             | Раждане                       | от                                            | до                                          | Смърт                         | Съпруга на | Бел.                          |  |
| Германия , Италия и Бургундия                                                              | Германия , Италия и Бургундия | Германия , Италия и Бургундия | Германия , Италия и Бургундия | Германия , Италия и Бургундия                 | Германия , Италия и Бургундия               | Германия , Италия и Бургундия | Германия , Италия и Бургундия                                                                                               | Германия , Италия и Бургундия |  |
| ------------------------------------------------------------------------------------------ | ----------------------------- | ----------------------------- | ----------------------------- | --------------------------------------------- | ------------------------------------------- | ----------------------------- | --- | ----------------------------- |  |
| Берта Савойска                                                                             |                               |                               | 21 септември1051 г.           | 13 юли 1066 г.                                | 27 декември 1087 г.                         | 27 декември 1087 г.           | Хайнрих IV Франконски, крал на Германия, Италия и Бургундия                                                                 |                               |  |
| Франция                                                                                    |                               |                               |                               |                                               |                                             |                               | |                               |  |
| Аделхайд Савойска                                                                          |                               |                               | ок. 1092/1100 г.              | 25 – 30 март 1115 г.                          | 1 август 1137 г.                            | 18 ноември 1154 г.            | Луи VI Дебели, крал на Франция                                                                                              |                               |  |
| Шарлота Савойска                                                                           |                               |                               | ок. 1441-43 г.                | 22 юли 1461 г.                                | 30 август 1483 г.                           | 1 декември 1483 г.            | Луи XI дьо Валоа, крал на Франция                                                                                           |                               |  |
| Португалия                                                                                 |                               |                               |                               |                                               |                                             |                               | |                               |  |
| Мафалда Савойска                                                                           |                               |                               | ок. 1125 г.                   | 1146 г.                                       | 4 декември 1157 г.                          | 4 декември 1157 г.            | Афонсу I Завоевателят, крал на Португалия                                                                                   |                               |  |
| Мария-Франциска Савойска-Немур                                                             |                               |                               | 22 юни 1646 г.                | (1) 2 август 1666 г. (2) 12 септември 1683 г. | (1) 24 март 1668 г. (2) 27 декември 1683 г. | 27 декември 1683 г.           | Афонсу VI Браганца, крал на Португалия (анулиран брак) Педру II Браганца, крал на Потугалия                                 |                               |  |
| Мария Пия Савойска                                                                         |                               |                               | 16 октомври 1847 г.           | 6 октомври 1862 г.                            | 19 октомври 1889 г.                         | 5 юли 1911 г.                 | Луиш I Браганца-Сакскобургготски, крал на Португалия                                                                        |                               |  |
| Сицилия                                                                                    |                               |                               |                               |                                               |                                             |                               | |                               |  |
| Беатрис Савойска                                                                           |                               |                               | 1233 г.                       | 1258 г.                                       | 1259 г.                                     | 1259 г.                       | Манфред Швабски, крал на Сицилия                                                                                            |                               |  |
| Мария-Луиза Савойска                                                                       |                               |                               | 17 септември 1688 г.          | 2 ноември 1701 г.                             | 11 април 1713 г.                            | 14 февруари 1714 г.           | Филип IV де Бурбон, крал на Сицилия                                                                                         |                               |  |
| Испания , Неапол и Сардиния                                                                |                               |                               |                               |                                               |                                             |                               | |                               |  |
| Мария-Луиза Савойска                                                                       |                               |                               | 17 септември 1688 г.          | 2 ноември 1701 г.                             | 14 февруари 1714 г.                         | 14 февруари 1714 г.           | Филип V де Бурбон, крал на Испания, Сардиния и Неапол                                                                       |                               |  |
| Двете Сицилии                                                                              |                               |                               |                               |                                               |                                             |                               | |                               |  |
| Мария-Кристина Савойска                                                                    |                               |                               | 14 ноември 1812 г.            | 21 ноември 1832 г.                            | 21 януари 1836 г.                           | 21 януари 1836 г.             | Фердинанд II де Бурбон, крал на Двете Сицилии                                                                               |                               |  |
| Унгария , Хърватия , Бохемия , Далмация , Кралство Ломбардия-Венеция , Галиция и Лодомирия |                               |                               |                               |                                               |                                             |                               | |                               |  |
| Мария Анна Савойска                                                                        |                               |                               | 19 септември 1803 г.          | 2 март 1835 г.                                | 2 декември 1848 г.                          | 4 май 1884 г.                 | Фердинанд V и I Хабсбург-Лотарингски, крал на Унгария, Хърватска, Бохемия, Далмация, Ломбардия-Венеция, Галиция и Лодомирия |                               |  |
| Италия                                                                                     |                               |                               |                               |                                               |                                             |                               | |                               |  |
| Маргарита Савойска                                                                         |                               |                               | 20 ноември 1851 г.            | 9 януари 1878 г.                              | 29 юли1900 г.                               | 4 януари 1926 г.              | Умберто I Савойски, крал на Италия                                                                                          |                               |  |
| България                                                                                   |                               |                               |                               |                                               |                                             |                               | |                               |  |
| Йоана Савойска                                                                             |                               |                               | 13 ноември1907 г.             | 25 октомври1930 г.                            | 28 август 1943 г.                           | 26 февруари 2000              | Борис III Сакскобургготски, цар на България                                                                                 |                               |  |

### Титулярни кралици
| Суверен                           | Изображение                 | Герб или монограм           | Раждане                     | Управление                  | Управление                  | Смърт                       | Съпруга на                                                               | Бел.                        |
| Суверен                           | Изображение                 | Герб или монограм           | Раждане                     | От                          | До                          | Смърт                       | Съпруга на                                                               | Бел.                        |
| Йерусалим , Кипър и Армения       | Йерусалим , Кипър и Армения | Йерусалим , Кипър и Армения | Йерусалим , Кипър и Армения | Йерусалим , Кипър и Армения | Йерусалим , Кипър и Армения | Йерусалим , Кипър и Армения | Йерусалим , Кипър и Армения                                              | Йерусалим , Кипър и Армения |
| --------------------------------- | --------------------------- | --------------------------- | --------------------------- | --------------------------- | --------------------------- | --------------------------- | ------------------------------------------------------------------------ | --------------------------- |
| Йоланда Савойска                  |                             |                             | 11 юли 1487 г.              | 7 ноември 1497 г.           | 12 септември 1499 г.        | 12 септември 1499 г.        | Филиберт II Савойски, титулярен крал на Йерусалим, Кипър и Армения       |                             |
| Мария Жана Батиста Савойска-Немур |                             |                             | 11 април 1644 г.            | 20 май 1665 г.              | 12 юни 1675 г.              | 15 март 1724 г.             | Карл Емануил II Савойски, титулярен крал на Йерусалим, Кипър и Армения   |                             |
| Маргарита Савойска                |                             |                             | 20 ноември 1851 г.          | 9 януари 1878 г.            | 29 юли 1900 г.              | 4 януари 1926 г.            | Умберто I Савойски, титулярен крал на Йерусалим, Кипър и Армения         |                             |
| Франция                           |                             |                             |                             |                             |                             |                             |                                                                          |                             |
| Мария-Жозефина-Луиза Савойска     |                             |                             | 2 септември 1753 г.         | 8 юни 1795 г.               | 13 ноември 1810 г.          | 13 ноември 1810 г.          | Луи XVIII дьо Бурбон, титулярен крал на Франция (след това царуващ крал) |                             |

### Дофини
| Суверен                                                 | Изображение    | Герб или монограм | Раждане            | Управление       | Управление                     | Смърт               | Съпруга на                   | Бел.           |
| Суверен                                                 | Изображение    | Герб или монограм | Раждане            | От               | до                             | Смърт               | Съпруга на                   | Бел.           |
| Дофини на Виен                                          | Дофини на Виен | Дофини на Виен    | Дофини на Виен     | Дофини на Виен   | Дофини на Виен                 | Дофини на Виен      | Дофини на Виен               | Дофини на Виен |
| ------------------------------------------------------- | -------------- | ----------------- | ------------------ | ---------------- | ------------------------------ | ------------------- | ---------------------------- | -------------- |
| Бона Савойска                                           |                |                   | ок. 1275 г.        | ок. 1280 г.      | 24 септември 1282 г.           | ок. 1293 – 1300 г.  | Жан I, дофин на Виен         |                |
| Дофини на Франция (като съпруги на престолонаследника ) |                |                   |                    |                  |                                |                     |                              |                |
| Шарлот Савойска                                         |                |                   | ок. 1441-43 г.     | 9 март 1451 г.   | 22 юли 1461 г. (става кралица) | 1 декември 1483 г.  | Луи дьо Валоа (после Луи XI) |                |
| Мария-Аделаида Савойска                                 |                |                   | 6 декември 1685 г. | 14 април 1711 г. | 12 февруари 1712 г.            | 12 февруари 1712 г. | Луи дьо Бургон-Френски       |                |

### Херцогини
| Суверен                           | Изображение | Герб или монограм | Раждане              | Управление          | Управление                      | Смърт                | Съпруга на                                                          | Бел.   |
| Суверен                           | Изображение | Герб или монограм | Раждане              | От                  | До                              | Смърт                | Съпруга на                                                          | Бел.   |
| Швабия                            | Швабия      | Швабия            | Швабия               | Швабия              | Швабия                          | Швабия               | Швабия                                                              | Швабия |
| --------------------------------- | ----------- | ----------------- | -------------------- | ------------------- | ------------------------------- | -------------------- | ------------------------------------------------------------------- | ------ |
| Аделхайд Савойска                 |             |                   | ок. 1050-52 г.       | ок. 1060-62 г.      | 1079 г.                         | 1079 г.              | Рудолф фон Райнфелден, херцог на Швабия                             |        |
| Австрия и Щирия                   |             |                   |                      |                     |                                 |                      |                                                                     |        |
| Катарина Савойска                 |             |                   | ок. 1300 г.          | ок. 1315 г.         | 28 февруари 1326 г.             | 30 септември 1336 г. | Леополд I Хабсбург, херцог на Австрия и на Щирия]]                  |        |
| Каринтия                          |             |                   |                      |                     |                                 |                      |                                                                     |        |
| Беатрис Савойска                  |             |                   | ок. 1310 г.          | 8 юни 1328          | 20 декември 1331 г.             | 20 декември 1331 г.  | Хайнрих от Гориция, херцог на Каринтия                              |        |
| Бретон                            |             |                   |                      |                     |                                 |                      |                                                                     |        |
| Жана Савойска                     |             |                   | ок. 1310 г.          | 21 март 1330 г.     | 30 април 1341 г.                | 29 юни 1344 г.       | Жан III дьо Дру, херцог на Бретон                                   |        |
| Милано                            |             |                   |                      |                     |                                 |                      |                                                                     |        |
| Мария Савойска                    |             |                   | 1411 г.              | 2 декември 1427 г.  | 12 август 1447 г.               | 22 февруари 1469 г.  | Филипо Мария Висконти, херцог на Милано                             |        |
| Бона Савойска                     |             |                   | 10 август 1449 г.    | 22 юли 1468 г.      | 26 декември 1476 г.             | 23 ноември 1503 г.   | Галеацо Мария Сфорца, херцог на Милано                              |        |
| Мария-Луиза Савойска              |             |                   | 17 септември 1688 г. | 2 ноември 1701 г.   | 24 септември 1706 г.            | 14 февруари 1714 г.  | Филип IV де Бурбон, херцог на Милано                                |        |
| Анжу                              |             |                   |                      |                     |                                 |                      |                                                                     |        |
| Маргарита Савойска                |             |                   | 7 август 1420 г.     | 31 март 1431 г.     | 12 ноември 1434 г.              | 30 септември 1479 г. | Луи III, херцог на Анжу                                             |        |
| Мария-Жозефина-Луиза Савойска     |             |                   | 2 септември 1753 г.  | 16 април 1771 г.    | 1790 г.                         | 13 ноември 1810 г.   | Луи Станислав Саверий дьо Бурбон, херцог на Анжу (после Луи XVIII)  |        |
| Савоя                             |             |                   |                      |                     |                                 |                      |                                                                     |        |
| Йоланда Савойска                  |             |                   | 11 юли 1487 г.       | 7 ноември 1497 г.   | 12 септември 1499 г.            | 12 септември 1499 г. | Флиберт II Красивия, херцог на Савоя                                |        |
| Мария Жана Батиста Савойска-Немур |             |                   | 11 април 1644 г.     | 20 май 1665 г.      | 12 юни 1675 г.                  | 15 март 1724 г.      | Карл Емануил II, херцог на Савоя                                    |        |
| Немур                             |             |                   |                      |                     |                                 |                      |                                                                     |        |
| Филиберта Савойска                |             |                   | 1498 г.              | 1515 г.             | 17 март 1516 г.                 | 1524                 | Джулиано II де Медичи, херцог на Немур                              |        |
| Мантуа и Монферат                 |             |                   |                      |                     |                                 |                      |                                                                     |        |
| Маргарита Савойска                |             |                   | 28 април 1589 г.     | 9 февруари 1612 г.  | 22 декември 1612 г.             | 26 юни 1655 г.       | Франческо IV и II Гондзага, херцог на Мантуа и на Монферат]]        |        |
| Парма и Пиаченца                  |             |                   |                      |                     |                                 |                      |                                                                     |        |
| Маргарита Виоланта Савойска       |             |                   | 15 ноември 1635 г.   | 29 април 1660 г.    | 29 април 1663 г.                | 29 април 1663 г.     | Ранучо II Фарнезе, херцог на Парма и Пиаченца                       |        |
| Мария Тереза Савойска             |             |                   | 19 септември 1803 г. | 17 декември 1847 г. | 19 април 1849 г.                | 16 юли 1879 г.       | Карл II Бурбон-Пармски, херцог на Парма и Пиаченца                  |        |
| Бургундия                         |             |                   |                      |                     |                                 |                      |                                                                     |        |
| Мария-Аделаида Савойска           |             |                   | 6 декември 1685 г.   | 7 декември 1697 г.  | 14 април 1711 г. (става дофина) | 12 февруари 1712 г.  | Луи дьо Бургон-Френски, херцог на Бургундия, после дофин на Франция |        |
| Шабле                             |             |                   |                      |                     |                                 |                      |                                                                     |        |
| Мария Анна Каролина Савойска      |             |                   | 17 декември 1757 г.  | 19 март1775 г.      | 4 януари 1808 г.                | 11 октомври 1824 г.  | Бенедикт Савойски, херцог на Шабле                                  |        |
| Модена и Реджо                    |             |                   |                      |                     |                                 |                      |                                                                     |        |
| Мария Беатрис Савойска            |             |                   | 6 декември 1792 г.   | 15 юли 1814 г.      | 15 септември 1840 г.            | 15 септември 1840 г. | Франц IV Хабсбург-Есте, херцог на Модена и Реджо                    |        |
| Лука                              |             |                   |                      |                     |                                 |                      |                                                                     |        |
| Мария Тереза Савойска             |             |                   | 19 септември 1803 г. | 13 март 1824 г.     | 17 декември 1847 г.             | 16 юли 1879 г.       | Карл I дьо Бурбон-Пармски, херцог на Лука                           |        |

### Пфалцграфини и курфюрстини
| Суверен                    | Изображение          | Герб                 | Раждане              | Управление           | Управление           | Смърт                | Съпруга на                                              | Бел.                 |
| Суверен                    | Изображение          | Герб                 | Раждане              | От                   | до                   | Смърт                | Съпруга на                                              | Бел.                 |
| Пфалцграфини на Рейн       | Пфалцграфини на Рейн | Пфалцграфини на Рейн | Пфалцграфини на Рейн | Пфалцграфини на Рейн | Пфалцграфини на Рейн | Пфалцграфини на Рейн | Пфалцграфини на Рейн                                    | Пфалцграфини на Рейн |
| -------------------------- | -------------------- | -------------------- | -------------------- | -------------------- | -------------------- | -------------------- | ------------------------------------------------------- | -------------------- |
| Матилда Савойска           |                      |                      | 1390                 | 30 ноември1417 г.    | 30 декември1436 г.   | 14 март1438 г.       | Лудвиг III фон Вителсбах, пфалцграф и курфюрст на Пфалц |                      |
| Маргарита Савойска         |                      |                      | 7 август1420 г.      | 18 октомври 1445 г.  | 13 август 1449 г.    | 30 септември 1479    | Лудвиг IV фон Вителсбах, пфалцграф и курфюрст на Пфалц  |                      |
| Курфюрстини на Бавария     |                      |                      |                      |                      |                      |                      |                                                         |                      |
| Хенриета Аделхайд Савойска |                      |                      | 6 ноември 1636 г.    | 27 септември 1651 г. | 13 юни 1676 г.       | 13 юни 1676 г.       | Фердинанд Мария фон Вителсбах, курфюрст на Бавария      |                      |

### Наследствени принцеси
| Суверен                 | Изображение | Герб | Раждане             | Управление          | Управление             | Смърт                  | Съпруга на                                                            | Бел. |
| Суверен                 | Изображение | Герб | Раждане             | от                  | до                     | Смърт                  | Съпруга на                                                            | Бел. |
| ----------------------- | ----------- | ---- | ------------------- | ------------------- | ---------------------- | ---------------------- | --------------------------------------------------------------------- | ---- |
| Модена и Реджо          |             |      |                     |                     |                        |                        |                                                                       |      |
| Изабела Савойска        |             |      | 2 – 11 март 1591 г. | 22 февруари 1608 г. | 22 – 28 август 1626 г. | 22 – 28 август 1626 г. | Алфонсо III д’Есте, наследствен княз на Модена и Реджо (после херцог) |      |
| Саксония                |             |      |                     |                     |                        |                        |                                                                       |      |
| Мария Каролина Савойска |             |      | 17 януари 1764 г.   | 29 септември1781 г. | 28 декември 1782 г.    | 28 декември 1782 г.    | Антон фон Ветин, наследствен принц на Саксония (после крал)           |      |

### Регентки
| Суверен                           | Изображение         | Герб                | Раждане              | Управление                              | Управление                                 | Смърт                | Съпруга на                | Бел.                |
| Суверен                           | Изображение         | Герб                | Раждане              | От                                      | до                                         | Смърт                | Съпруга на                | Бел.                |
| Византийска империя               | Византийска империя | Византийска империя | Византийска империя  | Византийска империя                     | Византийска империя                        | Византийска империя  | Византийска империя       | Византийска империя |
| --------------------------------- | ------------------- | ------------------- | -------------------- | --------------------------------------- | ------------------------------------------ | -------------------- | ------------------------- | ------------------- |
| Анна Савойска                     |                     |                     | 1306 г.              | 1341 г.                                 | 1347 г.                                    | 1365 г.              | Йоан V Палеолог           |                     |
| Миланско херцогство               |                     |                     |                      |                                         |                                            |                      |                           |                     |
| Бона Савойска                     |                     |                     | 10 август 1449 г.    | 1476 г.                                 | 1481 г.                                    | 23 ноември 1503 г.   | Джан Галеацо Мария Сфорца |                     |
| Кралство Франция                  |                     |                     |                      |                                         |                                            |                      |                           |                     |
| Луиза Савойска                    |                     |                     | 11 септември 1476 г. | (1) 15 юли 1515 г.(2) 12 август 1524 г. | (1) 18 февруари 1516 г.(2) 21 март 1526 г. | 22 септември 1531 г. | Франсоа I Френски         |                     |
| Савойско херцогство               |                     |                     |                      |                                         |                                            |                      |                           |                     |
| Мария Жана Батиста Савойска-Немур |                     |                     | 11 април 1644 г.     | 12 юни 1675 г.                          | 14 март 1684 г.                            | 15 март 1724 г.      | Виктор Амадей II Савойски |                     |

### Вицекралици
| Суверен            | Изображение | Герб       | Раждане          | Управление          | Управление         | Смърт          | Съпруга на | Бел. |
| Суверен            | Изображение | Герб       | Раждане          | от                  | до                 | Смърт          | Съпруга на | Бел. |
| Португалия         | Португалия  | Португалия | Португалия       | Португалия          | Португалия         | Португалия     | Португалия |      |
| ------------------ | ----------- | ---------- | ---------------- | ------------------- | ------------------ | -------------- | ---------- | ---- |
| Маргарита Савойска |             |            | 28 април 1589 г. | 23 декември 1634 г. | 1 декември 1640 г. | 25 юни 1655 г. |            |      |

## Генеалогия и хералдика

### Гербове
Като се има предвид дългата история на семейството, савойците успяват значително да обогатят своя герб. Гербовете, използвани от Савоя, са сред най-разнообразните и многобройни сред семействата в Европа, въпреки че отличителният знак остава сребърният кръст на червен фон, символът par excellence на дома чак от XII век.
Основните гербове на суверените на дома и на трите най-известни кадетски линии са подочени хронологично по-долу:
- Исторически герб на Дом Савоя
(от 12 век, атестиран при граф Томас I Савойски)
- Херцог на Савоя
1563 – 1630 г.
- Херцог на Савоя
1630 – 1713 г.
- Крале на Сицилианското кралство
1713 – 1720
- Крале на Сардинското кралство
1720 – 1815 г.
- Крале на Сардинското кралство
1815 – 1833 г.
- Крале на Сардинското кралство
1833 – 1848 г.
- Крале на Сардинското кралство
(после на Кралство Италия от 1861 г.)
1848 – 1870 г.
- Кралство Италия
1870 – 1890 г.
- Кралство Италия
1890 – 1946 г.
- Крале на Италия и Началник на Real Casa
от 1890 г.
- Савоя-Каринян
от 1620 г.
- Савоя-Аоста
от 1845 г.
- Савоя-Генуа
1831 – 1996 г.

### Флагове
Савойско херцогство
- края на 16 – края на 18 век

Сардинско кралство
- Военен флот
1785 – 1802
- Търговски флот
1802 – 1814 г.
- Военен флот
1802 – 1814 г.
- Военен флот и търговски флот
1814 – 1816 г.
- Сардинско кралство
и Търговски флот
1816 – 1848
- Сардинско кралство
и Военен флот
1816 – 1848 г. Основно се състои от Националното знаме с корона, която е над кръста рамките на правоъгълника.
- Военен флот
вариант на Държавния флаг
1816 – 1848[12]
- Сардинско кралство
1848 – 1851 г.
- Сардинско кралство
и Търговски флот
1851 – 1861 г.
- Сардинско кралство
и Военен флот
1851 – 1861 г.
- Кралски стендарий
1720 – 1848 г.
- Кралски стендарий
1848 – 1861 г.

Кралство Италия
- Кралство Италия
1861 – 1946 г.
- Кралска армия
- Кралски стендарий
1861 – 1880 г.
- Кралски стендарий
1880 – 1946 г.

Други
- Регион Пиемонт
от 1995 г.
- Департамент Савоа
от 1860 г.

## Девиз
FERT е девизът на Савойския дом, Савойското графство, Савойското херцогство, Сардинското кралство, Кралство Италия и Кралство Албания под италианска окупация (1939 – 1943), възприет от граф Амадей VI и присъстващ на златни и сребърни монети.
Той се появява за първи път през 1364 г. върху огърлицата на Ордена на огърлицата – рицарски орден, основан от граф Амадей VI Савойски през 1364 г. по повод на рицарски турнир в Шамбери. Графът участва заедно с 14 рицари, носейки огърлица, описана в хрониките като „нашийник на хрътка“ с легендарното FERT. Орденът на огърлицата при Карл II Савойски (1486 – 1553) става Върховният орден на Пресветото благовещение и придобива религиозно-военен характер. През годините има много интерпретации на този девиз (нито Амадей VI Савойски, нито Виктор Амадей II, нито Карл II Савойски оставят официален документ, който недвусмислено да удостоверява намеренията им). Според някои учени, след като е загубил първоначалното си значение, сега е невъзможно то да се проследи обратно.

## Ордени и почести
Подобно на всички европейски монархии Савойското херцогство и след това държавите, които го наследяват, също имат свои собствени рицарски ордени, с които да се насърчава мирът или които да са военно отличие или при болнично призвание. Присъждането им на поданиците е личен прерогатив на суверена, който след това е споделен с Председателя на Министерския съвет. През вековете два династични ордена започват да се идентифицират със Савоя:
- Върховният орден на Пресветото благовещение
- Орденът на Светите Маврикий и Лазар

Тези две отличия са създадени с папска була в различни периоди от историята и се присъждат на личността на графа и по-късно на херцога на Савоя. Поради тази причина по-късно ордените стават династични и недържавни. След Наполеоновата интерлюдия в Кралство Сардиния има нужда да се създадат поредица от почести, които да заменят тези наполеонови отличия, които се приписват на всеки, без разлика в класа или богатство. Следователно тези „нови“ порядки са от държавен характер и по-късно стават част от италианската система. С раждането на унитарната държава и увеличаването на населението, подчинено на законодателството на Сардиния-Савоя, има необходимост винаги да се създават нови отличия за заслуги за културни, военни, икономически или административни области:
- Савойски граждански орден
- Савойски военен орден
- Орден на Короната на Италия
- Орден за трудови заслуги
- Колониален орден на Италианската звезда

## Наименования, свързани със Савоя

### Населени места в Италия
- Сабаудия, град в регион Лацио
- Савоя ди Лукания, село в регион Базиликата
- Маргерита ди Савоя, град в регион Пулия, носещ името на първата кралица на Италия Маргарита Савойска
- Мафалда, село в регион Молизе, от 1903 г. наречено на принцеса Мафалда Савойска
- Йоланда ди Савоя, градче в района на Ферара, наречен на принцеса Йоланда Маргарита Савойска
- Пиеве Емануеле, град, преименуван от Пиеве през 1862 г. в чест на първия крал на Италия Виктор Емануил III
- Умбертиде, град в провинция Перуджа, наречен на крал Умберто I, тогава принц на Пиемонт
- Кастел'Умберто, градче в регион Сицилия, преименувано през 19 век в чест на престолонаследника принц Умберто I

### Топоними
- Пунта Маргерита и Пунта Елена, върхове на Гранд Жорас в Монблан, съответно в чест на кралиците на Италия Маргарита и Елена
- Чима Маргарита и Чима Умберто, главни върхове на планината Рувендзори, кръстени на името на суверените на Италия от братовчед им Лудвиг Амадей Савойски-Аоста, херцог на Абруци
- Езеро Маргарита в Етиопия, наречено от пътешественика-изследовател Виторио Ботего на кралица Маргарита
- Хижа „Маргерита“ (Capanna Margherita) в масива Монте Роза, все още и днес най-високото европейско алпийско убежище
- Ботанически парк „Вила Маргерита“ в Катандзаро
- Градини „Маргерита“, обществен парк в Болоня
- Бул. „Реджина Маргерита“ в Торино, бул. „Маргерита ди Савоя“ в Палермо, бул. „Реджина Маргерита“ в Рим, Катания, Сиракуза, Месина, Каляри и Ачиреале, пл. „Реджина Маргерита“ в Акуила и Казерта.
- Болници „Реджина Маргерита“ в Торино (педиатрична) и в Рим.

### Паметници в Италия
На Виктор Емануил II Савойски:
- Виториано, известен също като Олтар на родината, в Рим
- Галерия „Виктор Емануил II“, в Милано

На Умберто I Савойски:
- Галерия „Умберто I“, в Торино
- Галерия „Умберто I“, в Неапол

На Виктор Емануил III Савойски:
- Галерия „Виктор Емануил III“, в Месина
- Галерия „Принц на Неапол“, в Неапол.[N 13]

- Олтарът на родината в Рим
- Галерия „Виктор Емануил I“ в Неапол
- Галерия „Виктор Емануил III“ в Месина
- Галерия „Виктор Емануил II“ в Милано

## Културно влияние
Изкуство
- Умбертинов стил: стилистично и архитектурно течение, което особено засяга Италия в края на XIX век

Кулинария
- Пица „Маргерита“, пица в чест на кралицата на Италия Маргарита Савойска
- Савоярди, пиемонтски бишкоти
- Торта „Маргерита“, навярно вдъхновена от кралица Маргарита
- Панфорте „Маргерита“, типичен сиенски десерт
- Крумири, бисквити от Казале Монферато, навярно вдъхновени от мустаците на Виктор Емануил II
- Мисто Умберто, сицилиански сладолед
- Хляб „Мафалда“, сицилиански хляб на името на принцеса Мафалда Савойска
- Маргеритини, бисквити от Стреза от 1857 г.
- Торта „Савоя“, сицилианска торта
- Минестрина ала Мафалда, супа от 1910 г.
- Амаро Монтенегро, ликьор в чест на кралица Елена
- Мафалде, наричани още Реджинете или Мафалдине, паста, посветена на принцеса Мафалда Савойска
- Савойско зеле (на итал. cavolo sabaudo), другото име на къдравото зеле

- Пица Маргерита
- Савоярди
- Мафалдине
- Крумири
- Амаро Монтенегро
- Савойско зеле

Обичаи и традиции
- Първата коледна елха е украсена в Италия в двореца Квиринал в Рим от кралица Маргарита през втората половина на XIX век

Мода
- Прическа ала Умберто, вдъхновена от Умберто I
- „Маргерита – вестник на италианските дами с голям лукс в модата и литературата“ – списание, издавано от 1878 до 1921 г. и посветено на първата кралица на Италия

Поговорки
- „И Кралица Маргарита ядеше пиле с пръсти“ (на итал. Anche la regina Margherita mangiava il pollo con le dita).[15]
- „Хайде, Савоя!“ (на итал. „Avanti Savoia“), като подкана или в ироничен смисъл.[N 14][16]
- „Бял Савойски кръст, Бог да те пази и да пази Краля!“ (на итал. Bianca Croce di Savoia, Dio ti salvi e salvi il Re!)[17]

Символи
- Савойско синьо, цвят на италианския национален отбор в спортни състезания и на лентите на офицерите от италианските въоръжени сили.
- Савойски възел, наричан още „Любовен възел“: 1. вид възел с въже 2. хералдически символ на Савойския дом, присъстващ в монетосеченето на Савойските държави, в огърлицата на Върховния орден на Пресветото благовещение, на Кралската мантия на Италия, често ограден от девиза на Савоя FERT и традиционните розети.

- Италианският кралски стендарий от 1880 – 1946 г. със савойско синьо
- Савойски възел
- Савойски възел на монета

## Обяснителни бележки
1. ↑  На 2 юни 1946 г. Италия гласува за институционален референдум между монархия и република, на който печели републиката. На 13 юни крал Умберто II Савойски, без никога да абдикира, напуска Италия и официално е обявена Италианската република.
2. ↑  Проектът въвежда поредица от първични източници, които позволяват да се реконструира сложните взаимоотношения между Бургундското кралско семейство и някои благороднически домове на това кралство: вж. по-специално Алдиуда като майка на Аксиленда/Аксилия (Ансилия, Ансила, Ауксилия) и бивша наложница на Рудолф III, с последващи намеси върху тримата братя епископи. За Херменгарда, роднина на Хумберт, се подчертава ролята ѝ като негов advocatus. Вж. Charles Cawley, Burgundy Kingdom Genevois, на fmg.ac, Foundation for Medieval Genealogy. URL посетен на 25 август 2022 г.
3. ↑  Торино остава седалище на дома, но Сардинското кралство формално запазва историческата си столица Каляри.
4. ↑  Първите, които се окичват с титлата „крал на Италия“, са лангобардските суверени, от които произлиза традицията за коронясване в Павия, тогавашната столица на Лангобардското кралство, с желязната корона. Те са последвани от Беренгар I и Ардуин от Ивреа. След това титлата се приема от императорите на Свещената Римска империя, които я свързват с императорската титла. Коронацията продължава да се провежда в Павия. След това титлата изчезва от употреба и е „възстановена“ от Наполеон Бонапарт, който е коронясан с Желязната корона в Миланската катедрала на 26 май 1805 г.
5. ↑  Виктор Емануил, Емануил Филиберт, Аймон, Умберто и Амадей
6. ↑  Виктор Амадей II Савойски, преди да получи короната на Сардиния, е номиниран за „крал на Сицилия“ – титла, която носи от 1713 до 1720 г. Виктор Емануил III, от друга страна, по силата на завоеванията на фашисткия режим, приема също титлите „Император на Етиопия“ и „Крал на Албания“.
7. ↑  Част от град Империя
8. ↑  Подрегион на Сардиния
9. ↑  Под „предикат“ се има предвид указанието за географско местоположение, което уточнява благородническа титла.
10. ↑  Амадей I Савойски, 1-ви херцог на Аоста (1845–1890), второроден син на италианския крал Виктор Емануил II, е крал на Испания от 1870 до 1873 г., годината, в която той абдикира в полза на Републиката.
11. ↑  Виктор Емануил III Савойски (1869–1947), вече крал на Италия от 1900 г. и император на Етиопия от 1936 г., е също и крал на албанците (Mbret i Shqiptarëve) от 1939 до 1943 г. и е наричан на албански Viktor Emanueli III.
12. ↑  Аймон Савойски-Аоста, 4-ти херцог на Аоста е крал на Хърватия под името Томислав II, от 1941 до 1943 г.
13. ↑  Виктор Емануил III запазва титлата „Принц на Неапол“ и гостува на Неапол преди да се качи на трона.
14. ↑  От страница на Група „Милано Център Джулио Бедески“, отдел „Национална асоциация на алпийските войски“ на Милано. Приписва на кралица Маргерита адаптирането на военния вик на савойската армия «Савоя!» на «Все напред, Савоя!“ («Sempre avanti Savoia»), впоследтсвие опростен на „Напред, Савоя!“ («Avanti Savoia!».). Вж.Cenni storici sul grido di guerra "Savoia!" //   с. 71-77.

## Библиографски бележки
1. ↑  Pompeo Litta. Famiglie celebri di Italia. Duchi di Savoia //   Посетен на 25 август 2022.
2. ↑  Disposizioni transitorie e finali //   Посетен на 25 август 2022.
3. ↑  Vittorio Emanuele di Savoia: "Fedeltà alla Costituzione //   Посетен на 25 август 2022.
4. ↑  Charles Cawley, Savoy, на fmg.ac, Foundation for Medieval Genealogy. URL посетено на 25 август 2022 г.
5. ↑  Histoire de l'île de Chypre sous le règne des princes de la maison de Lusignan, volume 3, pag. 151
6. ↑  Eugenio di Savoia-Carignano.   Umberto Soletti Editore. с. 70-76.
7. ↑  Eugenio di Savoia-Carignano.   Umberto Soletti Editore.
8. ↑  Alto Adige e Savoia.   Edizioni Catinaccio Bolzano. с. 115-118, 181.
9. ↑  
Rientro dei Savoia, sì definitivo della Camera //   Посетен на 26 август 2022.
10. ↑  I Savoia chiedono all'Italia 260 milioni "E' il risarcimento per 54 anni di esilio" //   Посетен на 26 август 2022.
11. ↑  Regio Decreto del 1º Gennaio 1890 - "Titoli e Stemmi della Famiglia Reale", //    Архивиран от оригинала на 17 октомври 2013.
12. ↑  Aspect ratio 31:76.
13. ↑  Mario Bori, L'ordine del Collare della SS. Annunziata secondo nuovi inediti documenti, in Bollettino storico-bibliografico subalpino, 1914, pp. 145-.
14. ↑  Carlo Padiglione, Il F.E.R.T. di Casa Savoja. Memoria araldica scritta per le fauste nozze di Umberto con Margarita di Savoja, Napoli, Tipografia del Giornale di Napoli, 1869., с. 5-6. Посетен на 26 август 2022 г.
15. ↑  La regina Margherita mangiava il pollo con le dita
16. ↑  Proverbi e detti Veneti //   Посетен на 26 август 2022.
17. ↑  Giosuè Carducci, Alla Croce di Savoia, в Poesie, Juvenilia, vol. VI, 5ª ed., Bologna, Ditta Nicola Zanichelli, 1906 [1850], p. 222.